# Clemens’ Löwenzahn
Clemens’ Löwenzahn (Taraxacum clemens) ist eine Pflanzenart in der Gruppe der Schwielen-Löwenzähne (Taraxacum sect. Erythrosperma).

## Erscheinungsbild

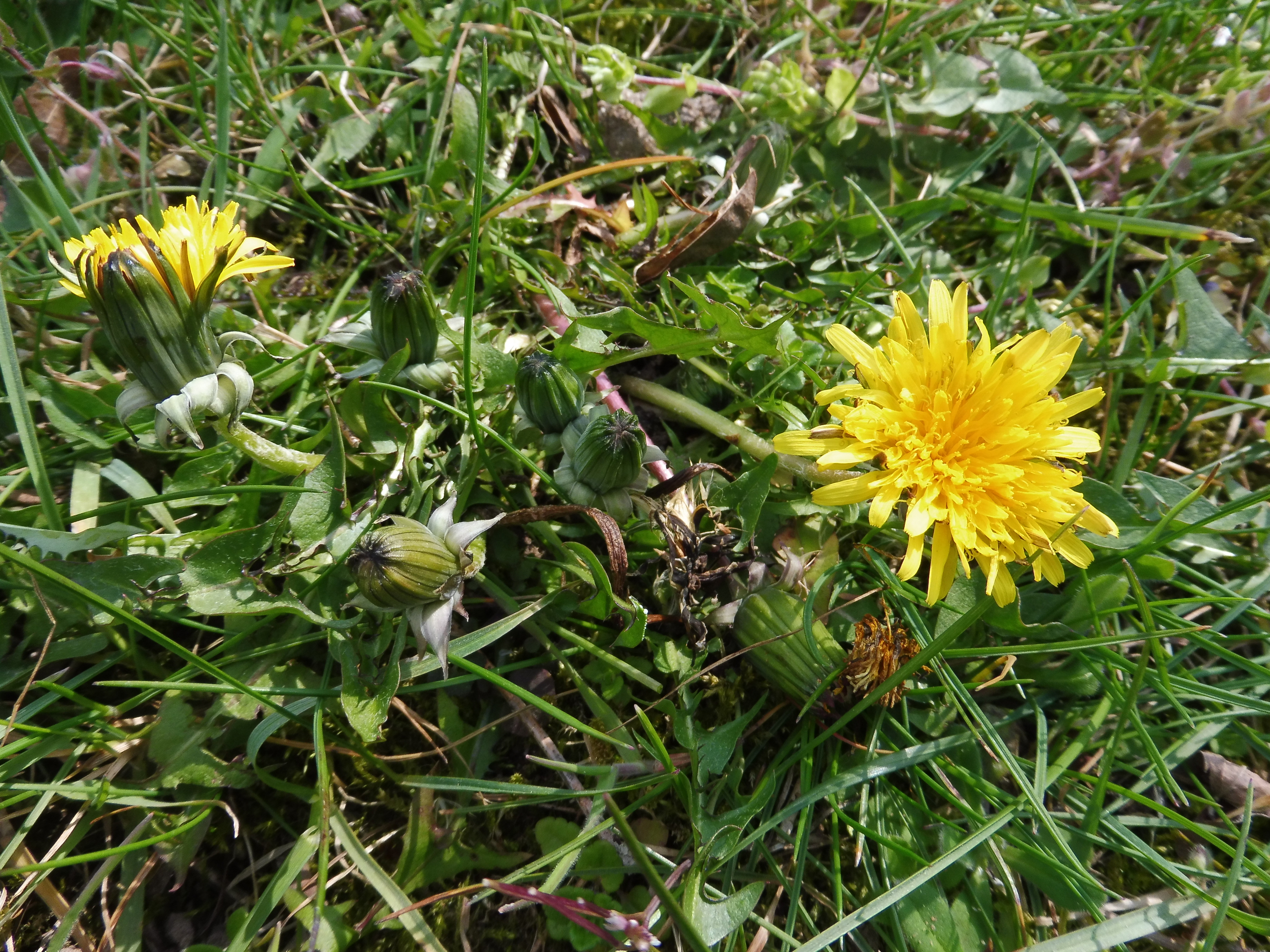
Blüten von Taraxacum clemens

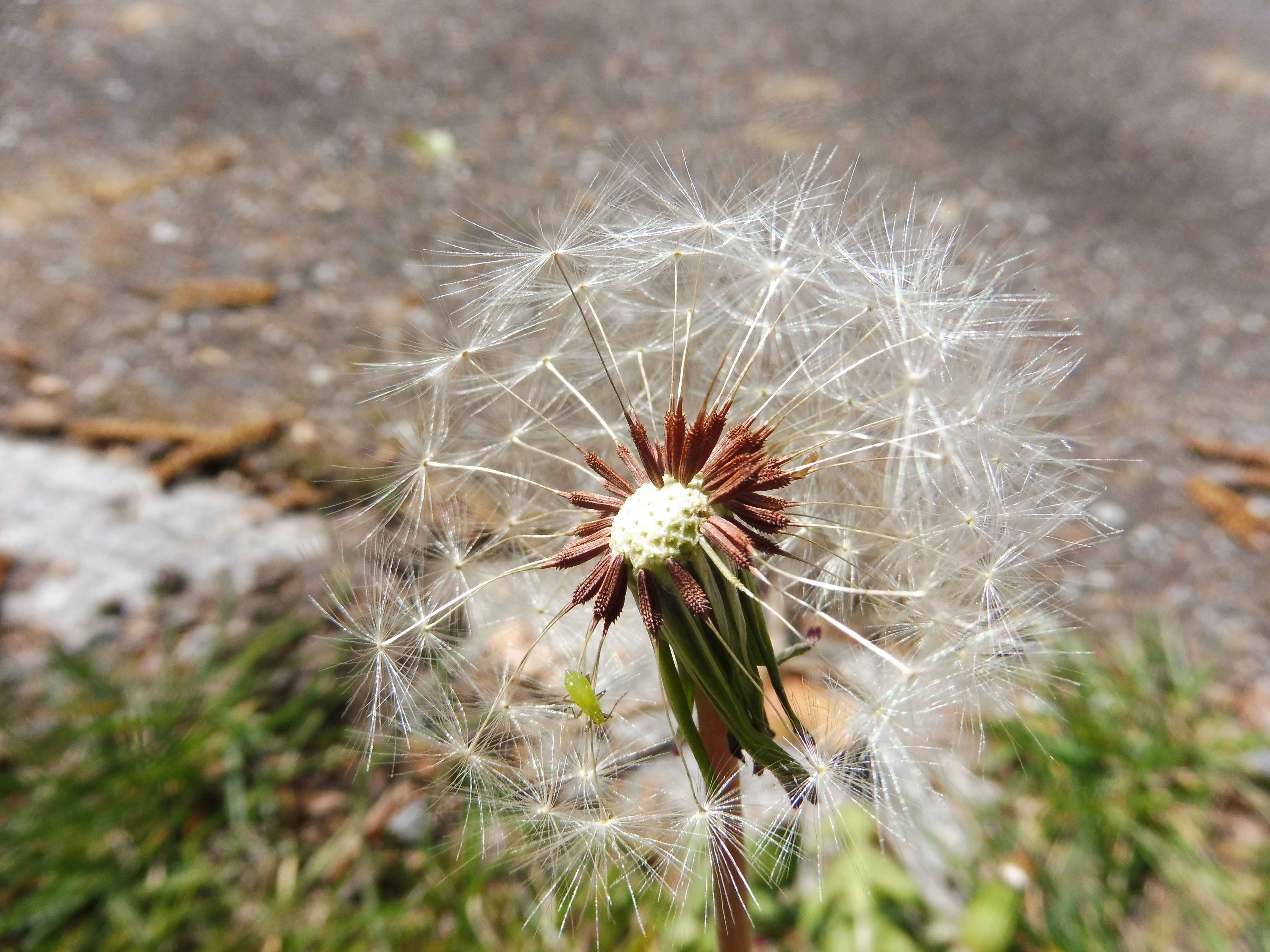
Rotbraune Achänen von Taraxacum clemens

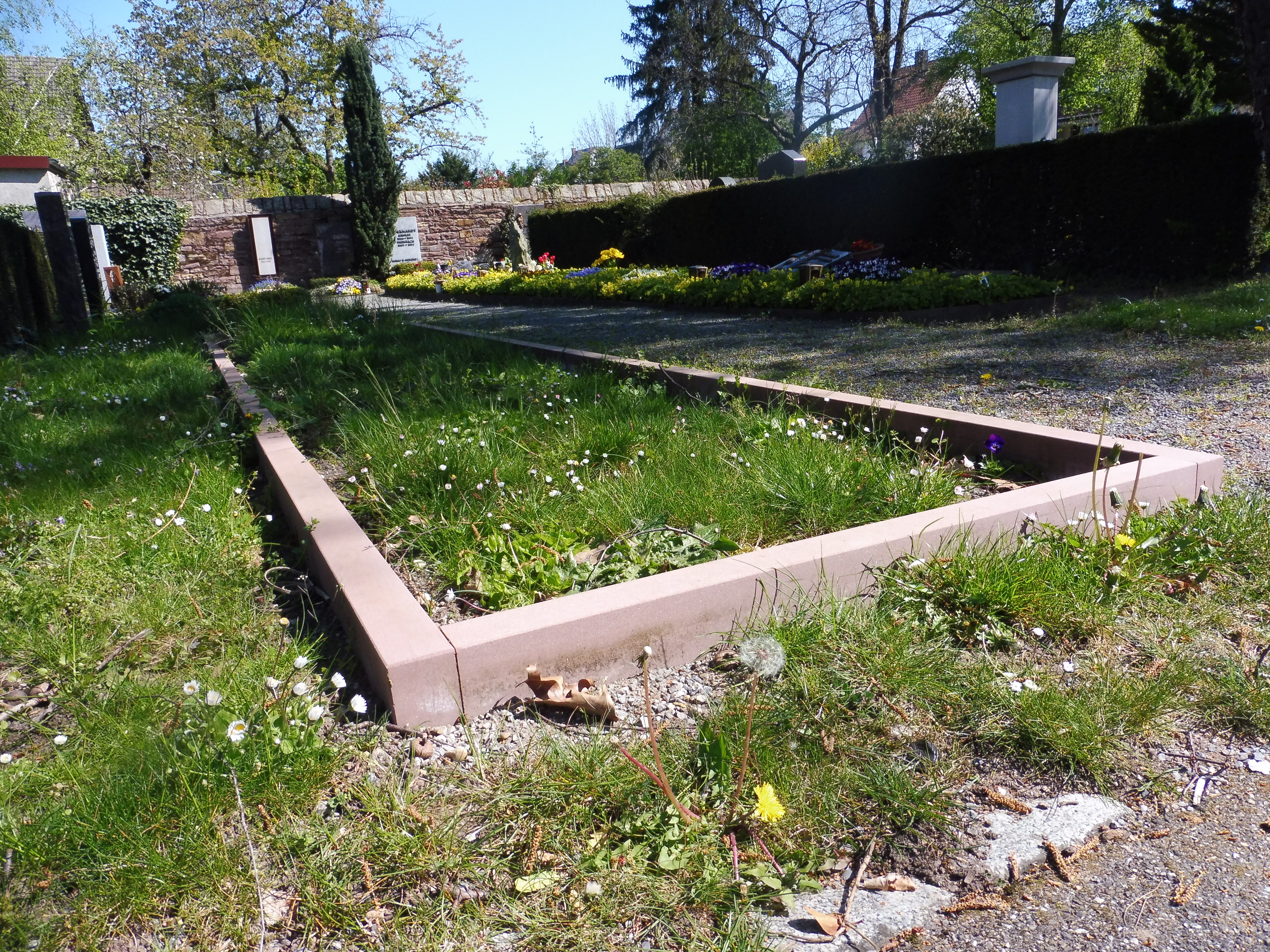
Fundort von Taraxacum clemens, Friedhof Hirtenweg in Karlsruhe-Rintheim

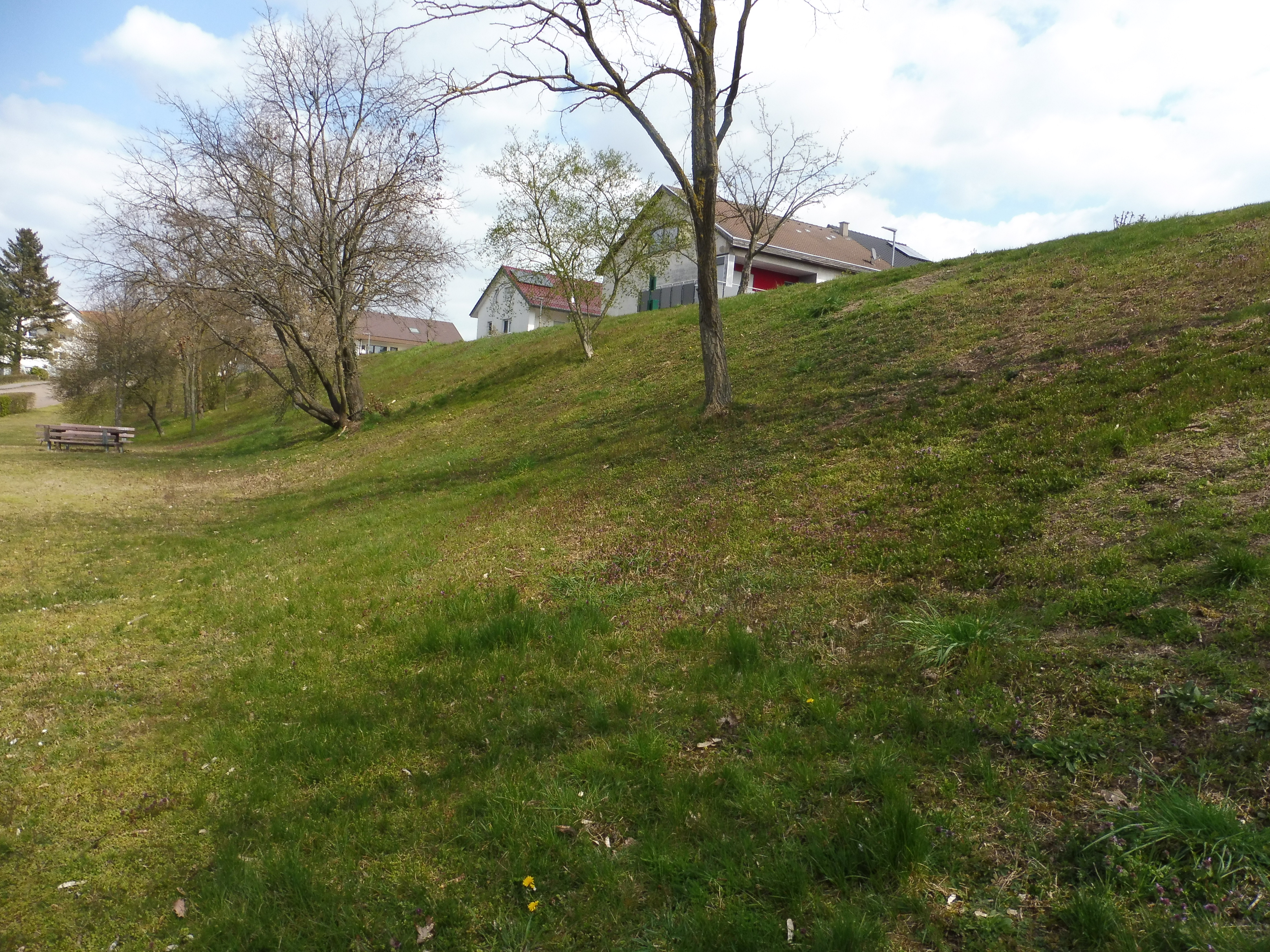
Scherrasen in Bietigheim (Baden) mit Vorkommen von Clemens’ Löwenzahn

Mehrjährige krautige Pflanze. Clemens’ Löwenzahn gehört zu den stattlichen Arten der Sektion Erythrosperma. Typisch für die Pflanze sind seine relativ großen, hellgrünen Blätter. Der Blattstiel ist violett überlaufen. Es finden sich drei bis maximal sechs Blattseitenlappen, am oberen Rand häufig mit kleinen Zähnchen besetzt. Der Blattendlappen ist gedrungen kurz (1 bis 1,5 cm), oft mit einer kleinen Spitze besetzt. Die äußeren Hüllblätter sind lanzettlich bis eiförmig-lanzettlich hellgrün, teilweise am Rand rosa überlaufen oder mit einer rosa Spitze. Sie sind glasig berandet und deutlich gehöckert. Die inneren Hüllblätter zeigen ein dunkleres grün, sind ebenfalls glasig berandet und besitzen Schwellungen. Taraxacum clemens hat einen breiten, hellgelben Blütenkopf, 2 bis 2,5–3 cm. Die Zungenblüte außen ist hellbraun. Blütenpollen sind vorhanden. Der Griffel und die Narbe sind dunkelgrün. Die Achänen zeigen ein dunkelorange, weinrot bzw. sind rotbräunlich, 3,5 bis 4 mm lang, einschließlich des 0,5–0,75 mm langen Schnabels.
Die Pflanze blüht von Mitte bis Ende April, in warmen Jahren auch etwas früher.
Die Chromosomenzahl beträgt 2n = 24.

## Erstbeschreibung
Taraxacum clemens wurde 2009 von dem französischen Botaniker Jean-Patrice Matysiak erstbeschrieben.

## Verbreitung
In Frankreich tritt die Art in der Vendée, der Normandie, der Ile-de-France und in der Picardie auf. In Europa kommt Taraxacum clemens außerdem noch in Süd-Belgien und in Luxemburg vor. Die Art wurde in Mittel- und Südeuropa früher mit Taraxacum polyschistum verwechselt. So gehören Nachweise dieser Art aus der Schweiz ebenfalls zu Taraxacum clemens. In Deutschland wurde die Pflanze 2021 erkannt. Erste Nachweise liegen von 2020 vor.

## Verbreitung in Deutschland
Von Deutschland sind bisher nur Vorkommen aus Baden-Württemberg bekannt. Alle Funde liegen in der Oberrheinischen Tiefebene. Die Art ist bekannt aus Karlsruhe, Bietigheim (Baden) und aus Kehl.

## Standortansprüche
In Frankreich kommt Taraxacum clemens an sandigen Orten wie Dünen (Atlantik- und Kanalküste) und im Landesinneren in Wäldern und Weiden über Sandböden vor (beispielsweise in der Umgebung von Paris). Entgegen den meisten Schwielen-Löwenzähnen findet sich Taraxacum clemens sehr häufig auch in ausgesprochen urbanen Lebensräumen, zum Beispiel auf Schuttplätzen, an Straßenrändern und Gehwegen sowie in stickstoffangereicherten Rasenflächen der Städte und Ortschaften. Da sich an solchen Stellen auch verschiedene Arten der Sektion Taraxacum (= Ruderalia) finden, wird Clemens’ Löwenzahn sicher des Öfteren nicht erkannt.

## Artenschutz
Aufgrund der für Deutschland noch geringen Datenlage kann zur Gefährdung der Art derzeit nichts gesagt werden. Da die Art auch in nährstoffreichen Scherrasen zu finden ist, muss davon ausgegangen werden, dass Artenschutzmaßnahmen nicht notwendig sind.